# Ioan I Iosif, prinț de Liechtenstein
Ioan I Iosif, prinț de Liechtenstein, născut Johann Baptist Joseph Adam Johann Nepomuk Alois Franz de Paula (Viena, 26/27 iunie 1760 - Viena, 20 aprilie 1836) a fost al zecelea prinț de Liechtenstein între 1805 și 1806 și din nou din 1814 până în 1836. A fost ultimul prinț de Liechtenstein care a domnit sub Sfântul Imperiu Roman între 1805 și 1806 și ca regent de Liechtenstein din 1806 până în 1814. El a fost al patrulea fiu al lui Franz Iosif I, prinț de Liechtenstein.
1. 1 2  The Peerage
2. ↑  Genealogics